# Падала
Падала (болг. Падала) — село в Болгарии. Находится в Кюстендилской области, входит в общину Рила. Население составляет 31 человек.

## Политическая ситуация
Падала подчиняется непосредственно общине и не имеет своего кмета.
Кмет (мэр) общины Рила — Георги Давидков Кабзималски (независимый) по результатам выборов в правление общины.